# انریکه اورتیز (بازیکن فوتبال اسپانیایی)
انریکه اورتیز (انگلیسی: Enrique Ortiz؛ زادهٔ ۲ ژوئیهٔ ۱۹۷۷) بازیکن فوتبال اهل اسپانیا است.
از باشگاه‌هایی که در آن بازی کرده‌است می‌توان به باشگاه فوتبال کادیس اشاره کرد.